# リヴォン・ヘルム

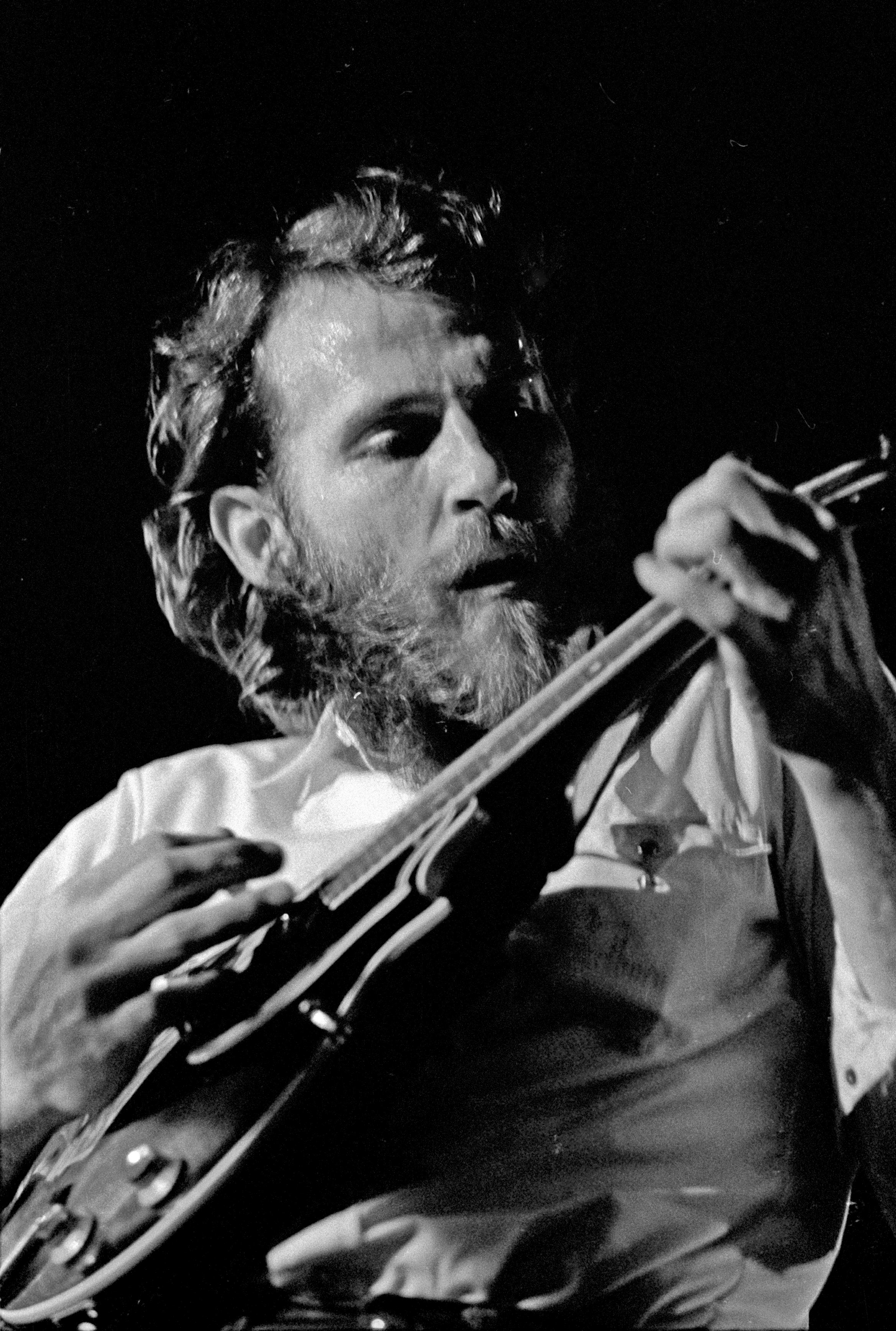
マンドリンの名手でもあった（1971年）

リヴォン・ヘルム（Levon Helm、1940年5月26日 - 2012年4月19日）は、アメリカ合衆国出身のミュージシャン。ザ・バンドのメンバーとして知られる。オリジナル・メンバー5人中、唯一のアメリカ人である。レヴォン・ヘルムとも表記される。
「ローリング・ストーンの選ぶ歴史上最も偉大な100人のシンガー」において第91位。

## 来歴

### 生い立ち
1940年、ヘルムは農家の4人兄弟の2人目の子供としてアーカンソー州フィリップス郡エレインに生まれ、ターキースクラッチで育った。ドラマーとしての印象が強い彼だが、最初に手にした楽器は9歳のときに父親が与えたギターであった。
10代の頃、エルヴィス・プレスリー、ジョニー・キャッシュといったアーティストのライブに接しロックンロールに興味を持つようになった。高校在学時にロックバンドを組んでドラムを演奏し始める。
1957年、高校を卒業するとロニー・ホーキンズのバンド、ホークスに加入する。1959年、ホーキンズが拠点をカナダに移すと、ヘルム以外のメンバーは脱退し、かわりに現地でカナダ人のロビー・ロバートソン、リチャード・マニュエル、リック・ダンコ、ガース・ハドソンが加入した。この新生ホークスが、のちにザ・バンドとなる。

### ザ・バンド
新生ホークスは、1965年、ボブ・ディランのバック・バンドに抜擢され、ディランとともにツアー活動を行う。ヘルムは旧来のフォーク・ファンの野次や怒号に嫌気が差し、ツアーの途中で一時離脱したが、のち復帰。
1968年、ホークスは名称を「ザ・バンド」に変更し、同年『ミュージック・フロム・ビッグ・ピンク』でアルバム・デビューを果たした。ヘルムは生まれ育った南部の土着の音楽であるブルースやフォークに通じ、メンバーのまとめ役として重きを成した。主としてドラムとボーカルを担当したが、マンドリンをもこなし、その泥臭くも堅実な音楽性はバンドのサウンドに欠かせないものであった。
1976年、ザ・バンドは映画にもなった最終公演「ラスト・ワルツ」とアルバム『アイランド』を最後に解散。

### ソロ活動とザ・バンド再結成
ザ・バンドの解散後、ヘルムはドクター・ジョン、ポール・バターフィールド、スティーヴ・クロッパー、ドナルド・ダック・ダンらとRCOオール・スターズ（The RCO All-Stars）を結成し、ソロ活動をするようになった。
1983年、ザ・バンドはロバートソン抜きの4人で再結成を行い、ツアーを開始した。ヘルムは再結成後も一貫してメンバーとして活動する。ザ・バンドは1993年の『ジェリコ』をはじめ3枚のアルバムを制作するものの、1999年にダンコが死去したことに伴い活動休止状態になった。
1993年、ザ・バンドについて綴った『This Wheel's on Fire: Levon Helm and the Story of the Band』を出版した。同書は解散をロバートソンの責任とするなどロバートソンへの批判を前面に押し出しており、両者の軋轢が表面化することとなった。
1996年、喉頭癌と診断される。以後、歌うことは困難になっていったが、ミュージシャンとしての活動は続け、ドラム、マンドリン、ハーモニカなどを演奏し続けた。
その後、彼の声は奇跡的とも言える回復を見せ、2007年には久々のスタジオ・ソロ作『Dirt Farmer』で元気な歌声を聴かせている。同アルバムは2008年の第50回グラミー賞で最優秀トラディショナル・フォーク・アルバムを受賞した。
2009年もウッドストックに所有するスタジオで、月に数度の「Midnight Ramble Sessions」と銘打つライブ活動を中心に活動した。
2010年、第52回グラミー賞において、『Dirt Farmer』の続編とも言える『エレクトリック・ダート』で最優秀アメリカーナ・アルバムを受賞した。
2012年4月19日、ニューヨークにあるメモリアル・スローン・ケタリング癌センターで死去。71歳没。
2017年、ヘルムを記念して国道49号線のアーカンソー州マーベルからエディナ間は リヴォン・ヘルム・ハイウェイ と名付けられた。またターキースクラッチにあった生家はマーベルに移築・復元されており、2018年にアーカンソー州遺産に登録された。

## ドラマーとしての特徴
ヘルムのドラムは、重心の低いどっしりとしたサウンドが特徴である。
一聴するとシンプルなビートでもスネアのゴーストノートを多用していることが多く、他に類を見ない独特のグルーヴを生み出す。
一般的なロック・ドラマーと比べて（奏法としての）クラッシュ・シンバルの使用頻度が低く、オープン・ハイハットをやかましく鳴らし続けるといったこともないため、相対的にスネア、タム、キックが目立っている。
歌えるドラマーとしての評価も非常に高い。
長らくレギュラーグリップを用いたが、晩年はマッチドグリップを用いるようになった。曰く「（手癖で）余計なことをやり過ぎてしまうことを防ぐため」。また、手への負担の軽減の目的もあったようだ。

## 俳優としての活動
ヘルムは俳優としての活動も活発であり、『エレクトリック・ミスト 霧の捜査線』(2009年)、『ザ・シューター/極大射程』(2007年)、『メルキアデス・エストラーダの3度の埋葬』(2005年)、『沈黙の断崖』(1997年)、『ライトスタッフ』(1983年)、『歌え!ロレッタ愛のために』(1980年)など多数の映画に出演している。

## ディスコグラフィ

### リーダー・アルバム
- 『リヴォン・ヘルム&ザ・RCOオールスターズ』 - Levon Helm & the RCO All-Stars (1977年、Mobile Fidelity)
- 『リヴォン・ヘルム』 - Levon Helm (1978年、Mobile Fidelity) ※旧邦題『レヴォン・ヘルム・2』
- 『アメリカン・サン』 - American Son (1980年、MCA)
- 『リヴォン・ヘルム&マッスル・ショールズ・オールスターズ』 - Levon Helm (1982年、Capitol)
- Levon Helm & The Crowmatix, Souvenir Vol. 1 (1998年、Woodstock)
- 『ミッドナイト・ランブル・セッションズ Vol.1』 - The Midnight Ramble Music Sessions, Vol. 1 (2006年、Levon Helm Studios)
- 『ミッドナイト・ランブル・セッションズ Vol.2』 - The Midnight Ramble Music Sessions, Vol. 2 (2006年、Levon Helm Studios)
- 『ライヴ・アット・ザ・パラディアム』 - Live at the Palladium NYC, New Years Eve 1977 (2006年、Levon Helm Studios) ※ライブ
- Dirt Farmer (2007年、Vanguard)
- 『エンジェルズ・セレナーデ』 - Angels Serenade (2008年、Music Avenue/Blues Boulevard) ※with ガース・ハドソン、マーク・マッコイ
- 『エレクトリック・ダート』 - Electric Dirt (2009年、Dirt Farmer/Vanguard)
- Ramble At The Ryman (2011年、Dirt Farmer/Vanguard) ※ライブ
- Carry Me Home (2022年、Anti-) ※2011年録音 with メイヴィス・ステイプルズ

## 著書
- Helm, Levon; Davis, Stephen (1993). This Wheel's on Fire: Levon Helm and the Story of The Band. William Morrow; First Edition. ISBN 978-0688109066
  - リヴォン・ヘルム; ステファン・デイヴィス (1998). ザ・バンド 軌跡. 菅野彰子（訳）. 音楽之友社. ISBN 978-4276234352